# Зволен (хокейний клуб)
ХКм Зволен (словац. HKm Zvolen) — хокейний клуб з м. Зволен, Словаччина. Заснований у 1927 році як ЗТК «Зволен», у 1964—1983 роках — ЛБ «Зволен», у 1983—1993 — ЗТК «Зволен», у 1994 — ХК «Гелл» (Зволен), з 1995 — ХКм «Зволен». Виступає у чемпіонаті Словацької Екстраліги. 
Чемпіон Словаччини (2001, 2013, 2021), срібний призер (2000, 2002, 2004, 2005), бронзовий призер (2003). Володар Континентального кубка (2005).
Домашні ігри команда проводить у Зимовому стадіоні (6390 глядачів). Кольори клубу: червоний і жовтий.
Найсильніші гравці різних років:
- воротарі: Ян Лашак;
- захисники: Мілан Кужела, Мілослав Горжава, Мірослав Вантроба, Роберт Пукалович, Душан Міло, Ладіслав Черний;
- нападаники: Властіміл Плавуха, Ріхард Зедник, Міхал Гандзуш, Владімір Орсаг.